# روي تشياو
روي تشياو (بالصينية: 喬宏) هو ممثل صيني والصين (منطقة)، ولد في 16 مارس 1927 في الصين، وتوفي في 14 أبريل 1999 بسياتل في الولايات المتحدة.

## أعمال

### أفلام
- (1973) دخول التنين
- (1978) لعبة الموت
- (1984) إنديانا جونز ومعبد الهلاك[4][5]
- (1988) رياضة الدم

## وصلات خارجية
- روي تشياو على موقع IMDb (الإنجليزية)
- روي تشياو على موقع ألو سيني (الفرنسية)
- روي تشياو على موقع أول موفي (الإنجليزية)
- روي تشياو على موقع قاعدة بيانات الأفلام السويدية (السويدية)
- روي تشياو على موقع ديسكوغز (الإنجليزية)
- روي تشياو على موقع قاعدة بيانات الفيلم (الإنجليزية)
- روي تشياو على موقع كينوبويسك (الروسية)